# 有馬稲子
有馬 稲子（ありま いねこ、1932年4月3日 - ）は、日本の女優。大阪府豊能郡池田町（現：池田市）出身。血液型はA型。愛称は「ネコちゃん」「おイネ」。ホリプロ・ブッキング・エージェンシー所属。本名：中西 盛子（なかにし みつこ）。

## 略歴・人物
後の大阪府池田市で生まれ盛子(みつこ)と命名されたが、両親は西尾末広に加わり労働運動を行い「潜行の日々」を続けていたため、見かねた祖母が4歳の盛子を、釜山にいる父の姉の中西かねの下に連れて行き、子供がいなかったかね夫婦は盛子を養女にした。養父は家庭用品問屋で商工会議所議長(釜山商工会議所会頭とも)なども務めていた。養母（伯母）の中西かねは1916年から1926年にかけて「有馬稻子」の芸名で宝塚歌劇団4期生として在団していた経歴があり、退団後は藤間流の名取りで日本舞踊を教えていて、盛子も養母から踊りを習う。
養父は釜山第一国民学校2年時に死去。
釜山公立高等女学校に入学するも、京城で終戦を迎え、養母と釜山からイワシ船をチャーターして下関に帰国する。当初は引き揚げ船で知り合った人物の世話になり、小倉で1か月滞在するも、大阪にいた盛子の実の両親が彼女の生存を知り、再会を果たす。しかし、実父に虐待を受けたり実の弟妹(六人いた)たちとの関係が上手くいかなかったため、自殺を考える時期もあったという。1945年秋、大阪府立夕陽丘高等女学校に編入する。

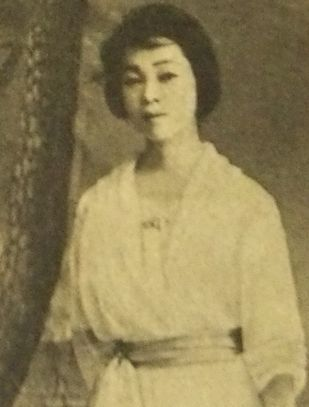
養母の中西かね。中西は大正時代に「有馬稻子」の芸名で活動していた。

夕陽丘高等女学校を卒業後、1948年、仲の良い友人が「ね、タカラヅカ、受けへん。音楽学校が生徒募集してるわ、あんたやったら受かるんちゃうか」と声をかけてくれたことがきっかけとなり、宝塚音楽学校に入学する。当時は宝塚への知識はまったくなく、ただ駅でよく美しいポスターを見掛けるぐらいだったため、養母が宝塚歌劇団にいたことは、入学後に当人から知らされたという。1949年、宝塚歌劇団36期生として宝塚歌劇団に入団、二代目有馬稲子を襲名する。この芸名は百人一首の大弐三位の「有馬山 猪名の笹原 風吹けば いでそよ人を 忘れやはする」に由来する。この由来を知ってからは、古臭いと思っていた自分の名前が好きになったという。宝塚入団時の成績は63人中9位。在団期間は短かったが、主演娘役として活躍した。在団中の1951年、東宝『寳塚夫人（宝塚夫人）』で映画デビューする。元々、宝塚在団中から新劇のファンであり、映画への誘いに抵抗がなかったという。同年7月、映画『せきれいの曲』で初主演する。宝塚歌劇団の最終出演公演の演目は花組公演『巴里の騎士／かぐや姫』である。
1953年、自身が男役を演じた際の違和感から映画に興味が転じ、東宝砧撮影所所長の雨宮恒之に誘われ、3月25日付で宝塚歌劇団を退団し、東宝の専属女優となる。
1954年4月16日、岸惠子・久我美子らと共に「文芸プロダクションにんじんくらぶ」を設立する。自ら出演作を決めたりする活発な活動は「ゴテネコ」とも揶揄された。
1955年に松竹へ移籍した。同様に東宝から移籍してきた岡田茉莉子と共に二枚看板として活躍。
1960年、3月30日から5月15日まで約1か月半、ヨーロッパを旅行する。当時はまだ海外渡航自由化の前で、貴重なヨーロッパ旅行となった。
1961年公開の『もず』（渋谷実監督）について、当初は杉村春子と岡田茉莉子が母娘役での出演とされていたが、最終的には淡島千景と有馬での製作となった。これは有馬が所属していた「にんじんくらぶ」が『もず』の権利を保有していたためだという。この件は「もず事件」としてマスコミで喧伝された。
1961年11月27日、俳優の中村錦之助（萬屋錦之介）と結婚式を挙げる。1958年に有馬が持っていた雑誌の対談ページのゲストとして中村が訪れたのが、2人の出会いだった。その対談で中村と意気投合し、翌年映画で共演すると、撮影10日目に「結婚を前提に付き合ってもらえないか」と言われ、快活な彼に惹かれて結婚を決めた。披露宴の招待客は約1000人以上、用意されたウェディングケーキは高さ2メートルで当時の値段で16万円、と日本映画界を代表するトップスター同士の結婚にふさわしい、当時としては破格の豪華結婚式だった。また、2人の結婚を祝して「有馬錦」という銘柄の日本酒も造られた。さらに中村の父親から900坪の土地を京都に与えられ、そこに150坪の邸宅を構えた。しかし、そこでの家事生活は過酷なもので、昼も夜も台所に立つ日々に疲れてしまい、これが離婚の一因になってしまったという。また、結婚後中村が、毎晩自宅に共演者やスタッフを十数人も連れてきては大宴会を開いた結果、夫婦水入らずの時間が全くなかったのも原因とされる。
1965年7月23日、結婚から約3年7か月後、東映の大川博社長が2人の離婚を発表した。離婚の理由を「有馬が今後も芸の道を進むことを強く希望し、家庭の主婦の務めができなくなるため」としている。後年、有馬は「当時も今も錦ちゃんのことが大好きですが、家庭には向かない人でした」と回想している。1969年には実業家の河村三郎(後に会社は倒産)と再婚するも、1983年に離婚する。なお、中村（萬屋）と河村のいずれとの間にも子はなかった。
1965年、負債による「文芸プロダクションにんじんくらぶ」の解散後は、宇野重吉に私淑して劇団民藝に所属する。演技を基礎から学び直したが、再婚と同時に退団した。その後は主に舞台とテレビドラマを中心に活躍する。
自著『バラと痛恨の日々』（1995年）などで、初婚前にある映画監督と不倫関係にあったことを告白している。2010年4月、『私の履歴書』（「日本経済新聞」）でもこの不倫と堕胎について触れ、赤裸々な連載が話題となった。有馬自身は映画監督の実名を公表していないが、一部のマスコミは市川崑であると実名報道している。
2013年7月17日、宝塚大劇場で開催された「宝塚音楽学校創立100周年記念式典 百年（ももとせ）の道〜いま新しき未来へ〜」に、八千草薫、天海祐希、檀れい（司会を担当）達と共に出席した。
2014年、宝塚歌劇団創立100周年記念で創設された『宝塚歌劇の殿堂』最初の100人の一人として殿堂入りを果たした。
田園調布の自宅を引き払い、2007年より横浜市の中高年向けの高級分譲マンションでひとり暮らしをしている。住民同士でガーデニングの会を立ち上げて、共有の庭にある「モネコ・ガーデン」（画家のクロード・モネが愛した「ジヴェルニー」という庭をイネコがまねたモネの庭でモネコ）の世話を楽しむなど魅力的なライフワークをメディアで語ることも多い。ガラス細工が大好き。

## ギャラリー

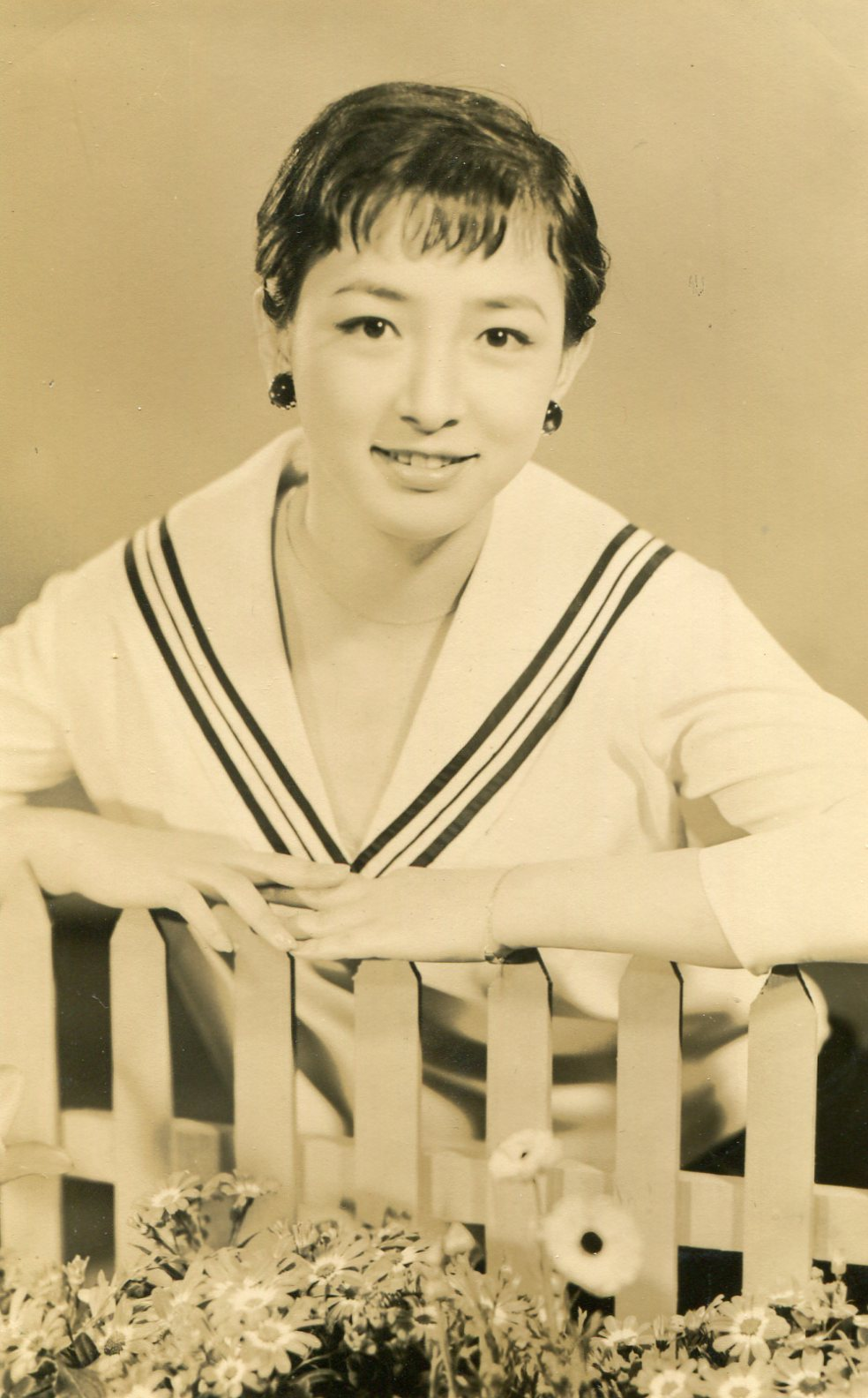
1950年代
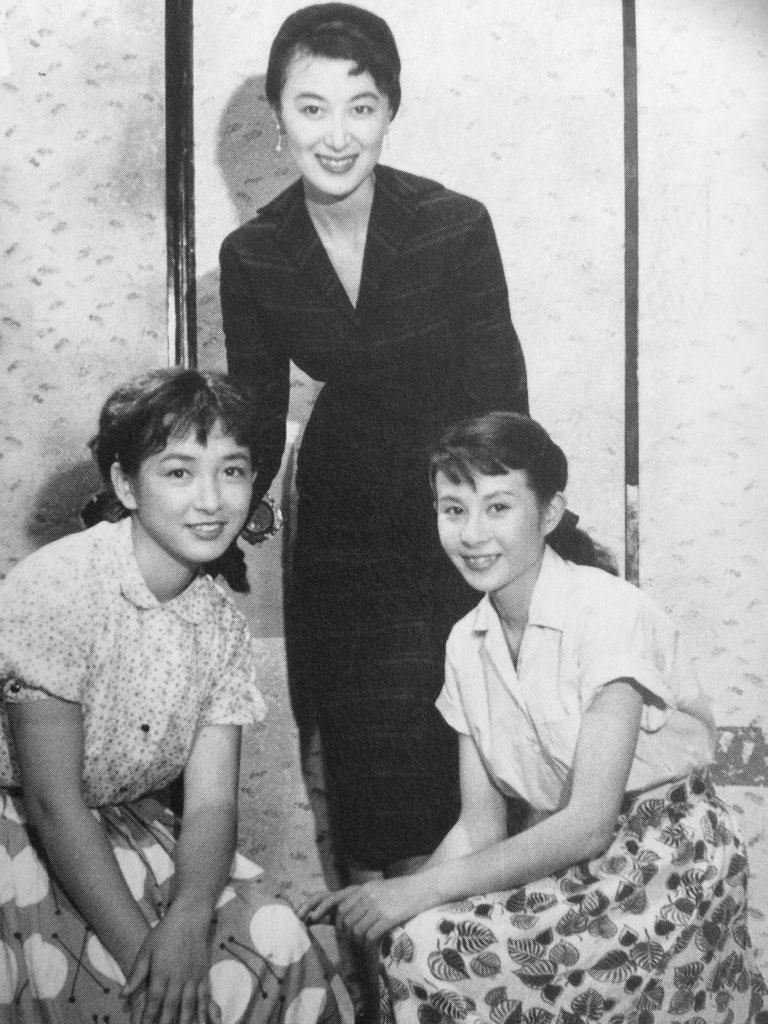
1954年に岸惠子（中央）、久我美子（右）とともに「文芸プロダクションにんじんくらぶ」を設立した。
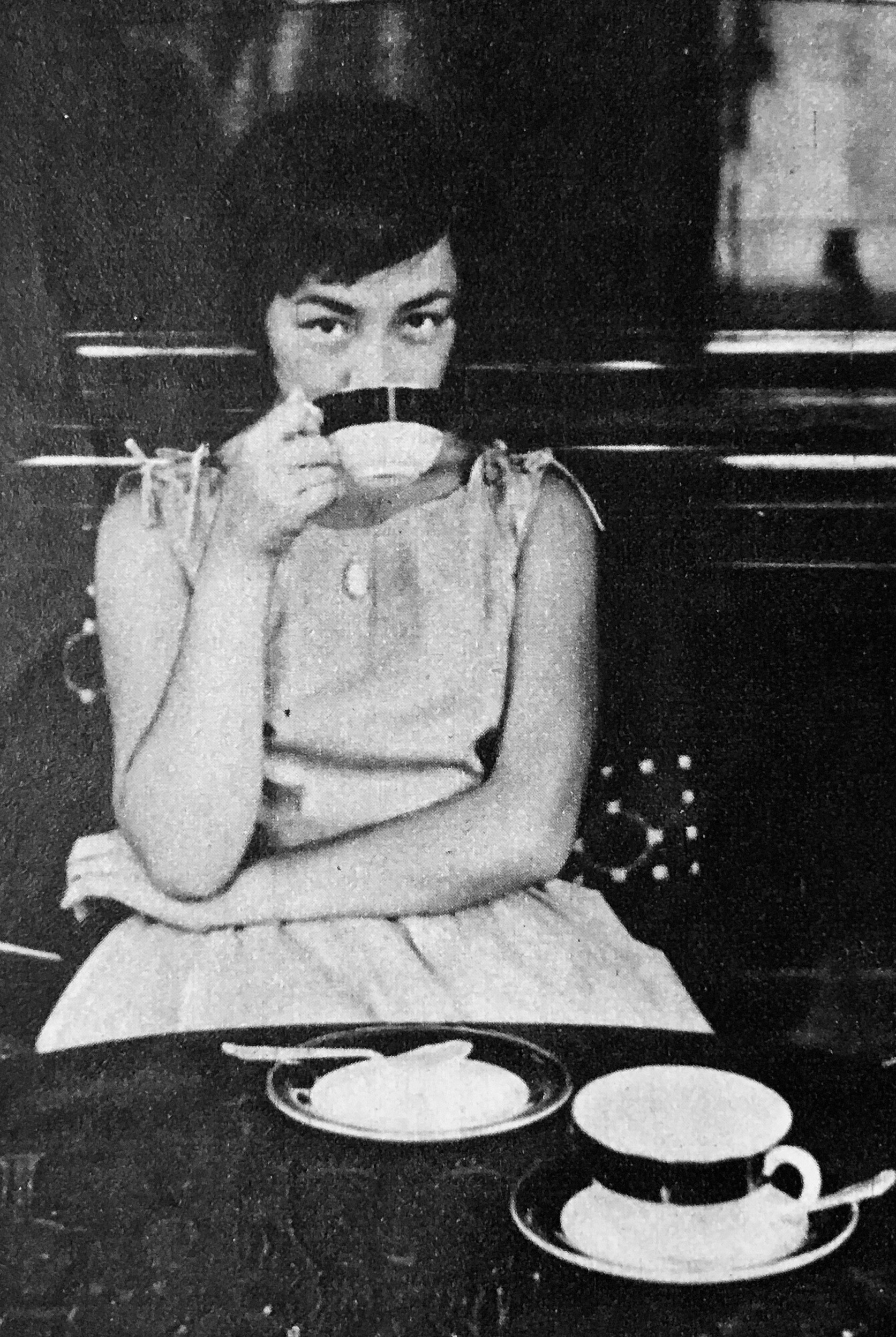
1954年
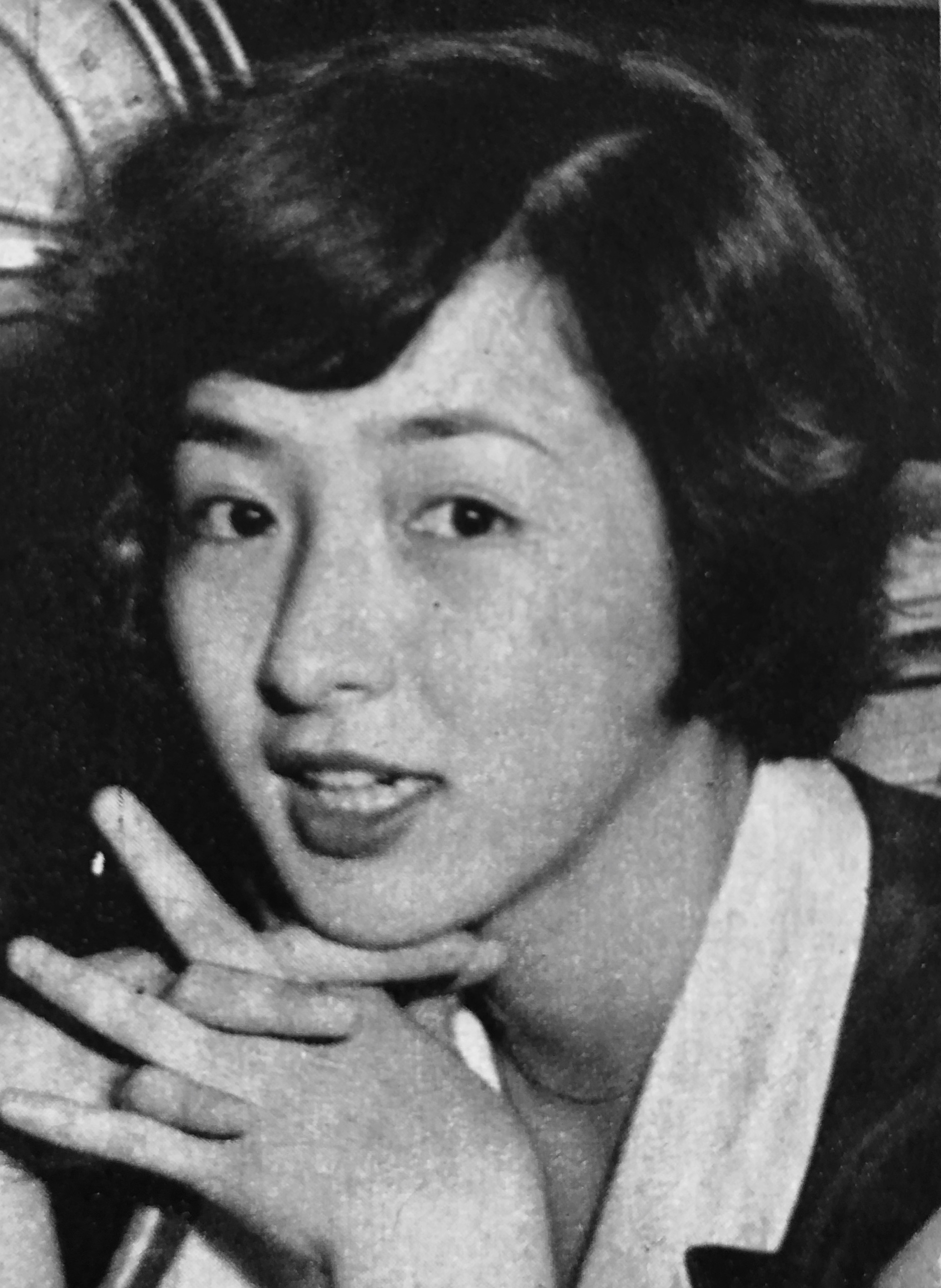
1954年
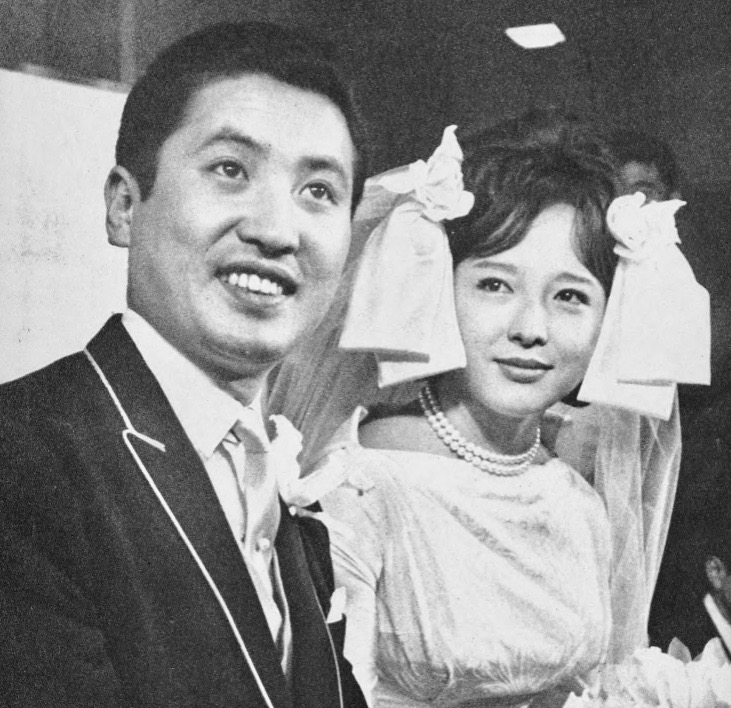
1961年11月27日、中村錦之介との結婚式が開かれた。

## 宝塚歌劇団での主な出演
- カルメン（花組）（1949年7月16日 - 8月8日、宝塚大劇場）
- 春のおどり（花組）（1950年4月1日 - 4月30日、宝塚大劇場）
- 素襖落／アラビアンナイト（花組）（1950年8月1日 - 8月30日、宝塚大劇場）
- 春風の接吻（花・星組）（1950年12月1日 - 12月28日、宝塚大劇場）
- 文福茶釜／ラ・ヴィオレテラ（花組）（1951年2月1日 - 2月27日、宝塚大劇場）
- 虞美人（花組）（1951年10月2日 - 10月30日、宝塚大劇場）- 桃娘 役
- 源氏物語／ブロードウェイ（花組）（1952年1月1日 - 1月30日、宝塚大劇場）
- シャンソン・ド・パリ（花組）（1952年7月1日 - 7月30日、宝塚大劇場）
- 巴里の騎士／かぐや姫（花組）（1952年11月1日 - 11月30日、宝塚大劇場）＊退団公演

## 出演

### 映画
- 寶塚夫人（宝塚夫人）（1951年）
- せきれいの曲（1951年）
- ひまわり娘（1953年）
- 母と娘（1953年）
- 都会の横顔（1953年）
- 幸福さん（1953年）
- 愛人（1953年）

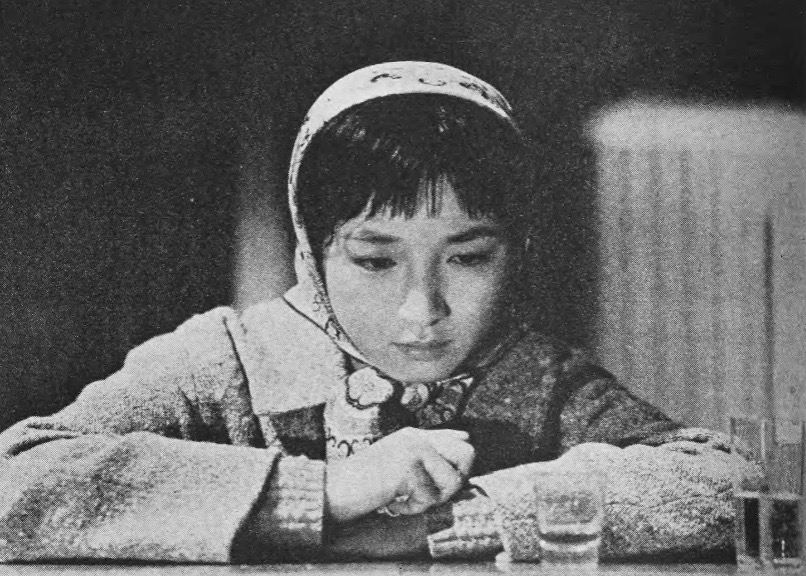
『東京暮色』（1957年）

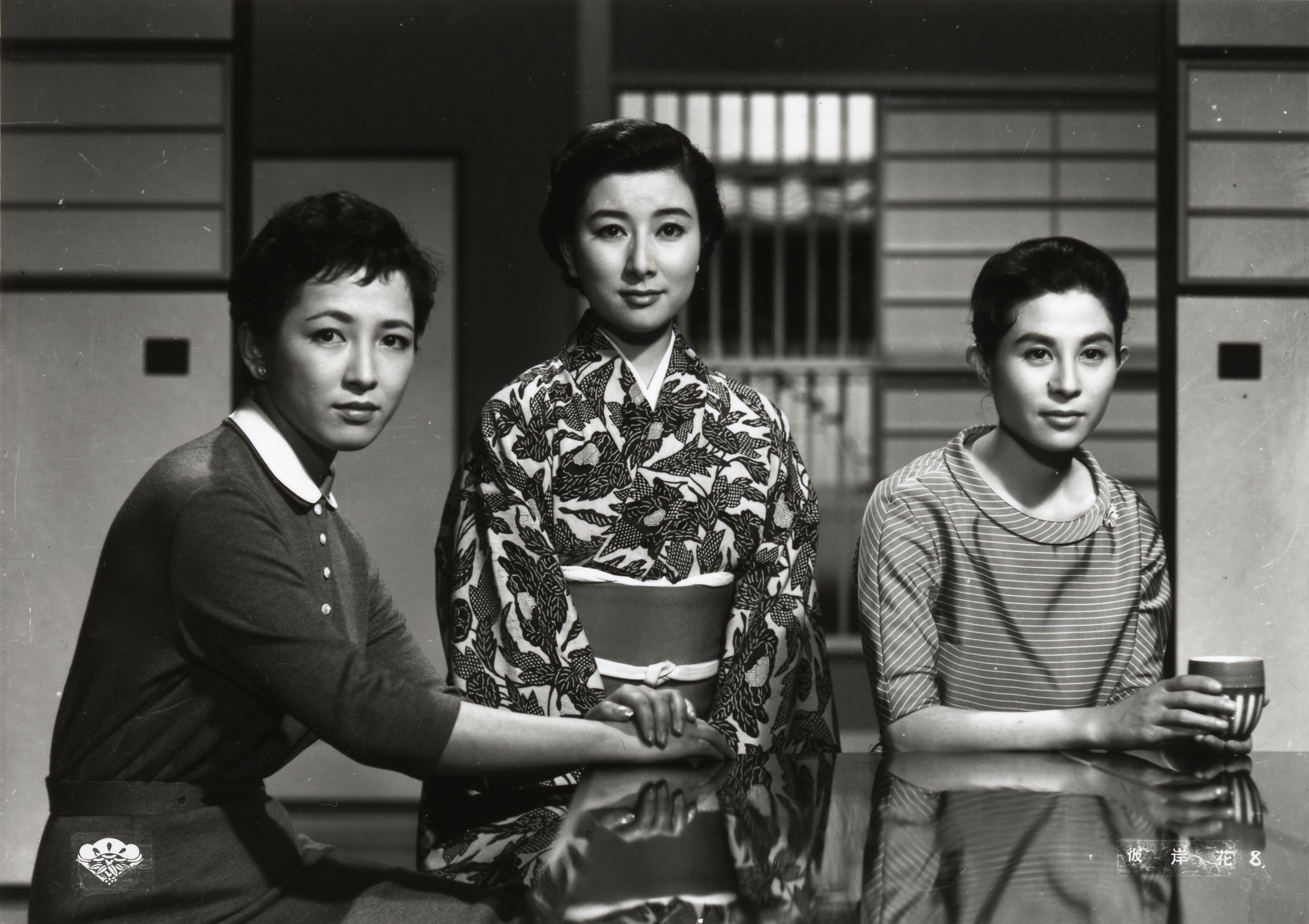
『彼岸花』（1958年）

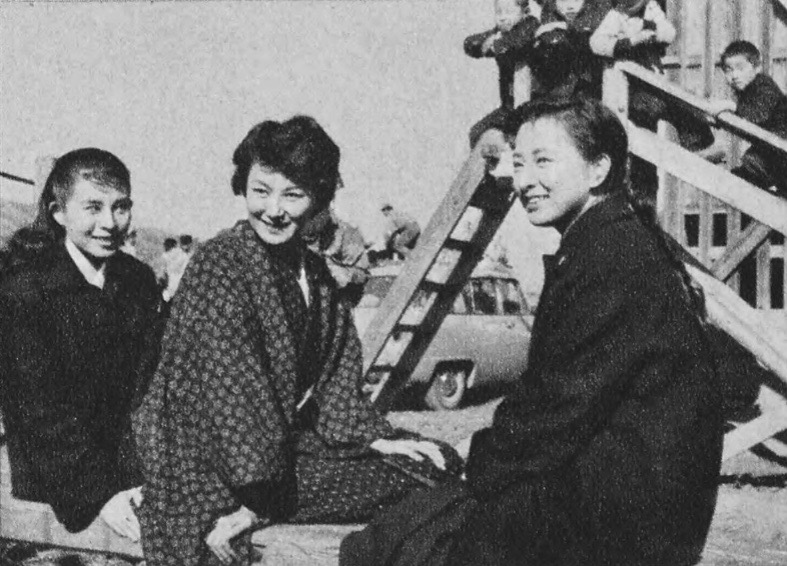
『風花』(1959年）

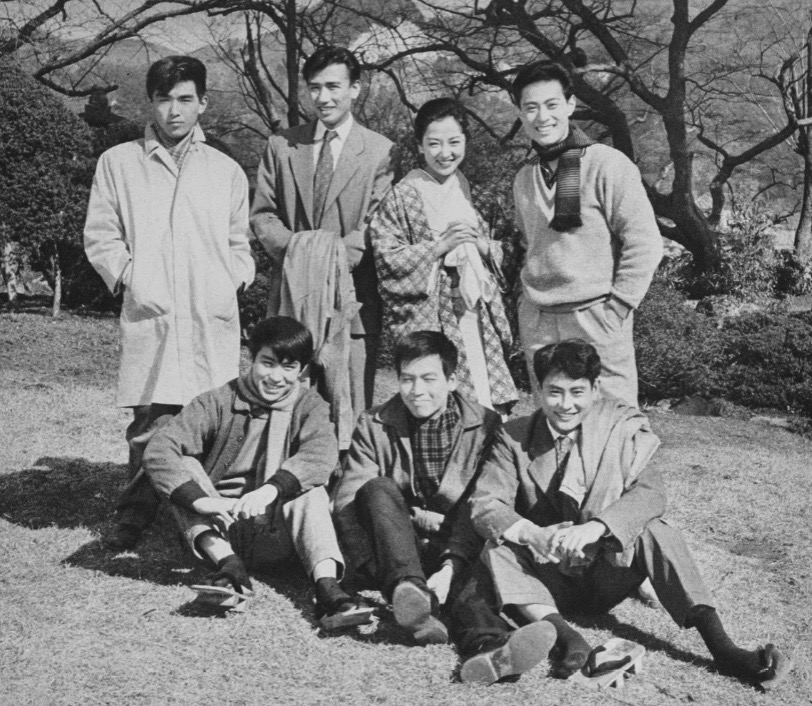
『惜春鳥』（1959年）

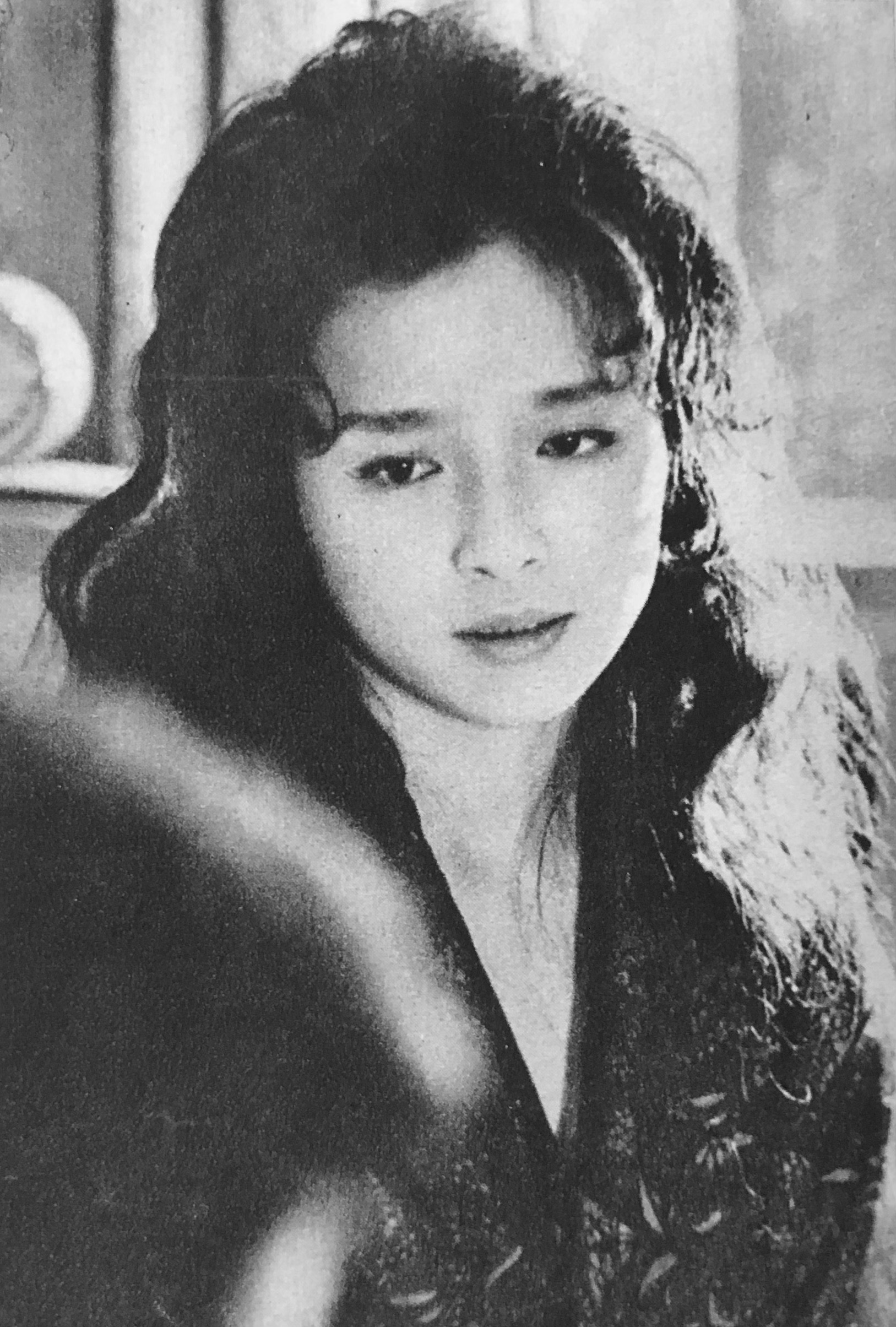
『充たされた生活』（1962年）

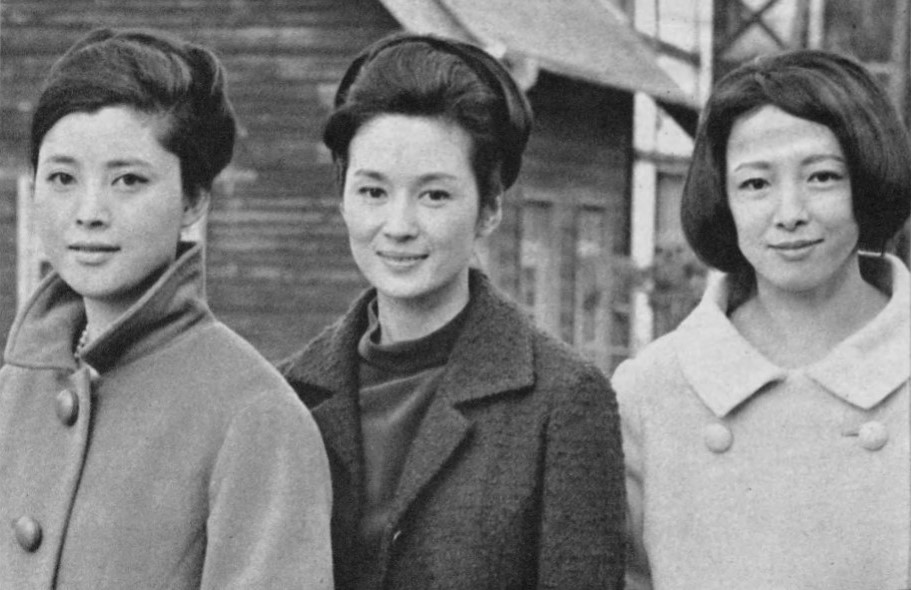
『大根と人参』（1965年）

- 晩菊（1954年） - キネマ旬報ベストテン第7位
- わたしの凡てを（1954年）
- 女性に関する十二章（1954年）
- 結婚期（1954年）
- 伊津子とその母（1954年）
- 愛（1954年）
- 息子の縁談（1955年）
- 貝殻と花（1955年）
- 東京-香港・蜜月旅行（1955年）
- 花嫁はどこにいる（1955年）
- 太陽は日々新たなり（1955年）
- 川のある下町の話（1955年）
- 泉へのみち（1955年）
- 胸より胸に（1955年）
- 君のうたごえ（1956年）
- 泉（1956年）
- 女の足あと（1956年）
- 白い魔魚（1956年）
- 朱と緑（1956年）
- 晴れた日に（1956年）
- 花嫁募集中（1956年）
- ここは静かなり（1956年）
- 踊る摩天楼（1956年）
- つゆのあとさき（1956年）
- 松竹まつりスタア総動員 スタジオ超特急（1956年）
- 松竹まつりスタア総動員 女優誕生（1956年）
- 白磁の人（1957年）
- 大忠臣蔵（1957年）
- 東京暮色（1957年、※DVD発売）
- 体の中を風が吹く（1957年）
- 娘三羽烏（1957年）
- 黒い河（1957年）
- 抱かれた花嫁（1957年）
- 黒い花粉（1958年）
- 坊っちゃん（1958年）
- 夜の鼓（1958年） - キネマ旬報ベストテン第6位
- ボロ家の春秋（1958年）
- 赤い陣羽織（1958年）
- 森と湖のまつり（1958年）
- 彼岸花（1958年）- キネマ旬報ベストテン第3位
- 風花（1959年）
- 空かける花嫁（1959年）
- 春を待つ人々（1959年）
- 人間の條件[注釈 1] 第一・二部（1959年）- キネマ旬報ベストテン第5位
- いたづら（1959年）
- 危険旅行（1959年）
- 惜春鳥（1959年）
- 浪花の恋の物語（1959年） - キネマ旬報ベストテン第7位
- わが愛・「通夜の客」より（1960年）
- 白い崖（1960年）
- 観賞用男性（1960年）
- 朱の花粉（1960年）
- 波の塔（1960年）
- もず（1961年）
- ゼロの焦点（1961年）
- かあちゃんしぐのいやだ（1961年）
- 雲がちぎれる時（1961年）
- はだかっ子（1961年） - キネマ旬報ベストテン第8位
- 充たされた生活（1962年）
- お吟さま（1962年）
- 酔っぱらい天国（1962年）
- 武士道残酷物語[注釈 2] Bushido - Sie lieben und sie töten（1963年） - キネマ旬報ベストテン第5位
- 大根と人参（1965年）
- 徳川家康（1965年）
- 無法松の一生（1965年）
- 告白的女優論（1971年）
- 生きてはみたけれど 小津安二郎伝（1983年）
- いのちの海 Closed Ward（2001年）
- 夢のまにまに（2008年）
- 葬式の名人（2019年）

### テレビドラマ
- 私は告発します（1957年、日本テレビ）
- お気に召すまま（1962年、NETテレビ）
- 通夜の客（1964年、フジテレビ）
- 再会（1964年、日本テレビ）
- 帰郷（1965年、フジテレビ）
- お富の貞操（1966年、フジテレビ）
- 秋（1966年、フジテレビ）
- 蛍火（1967年、フジテレビ）
- 氷壁（1967年、日本テレビ） - 八代美那子 役
- 愛情について（1967年、フジテレビ）
- 東芝日曜劇場「早春」（1968年、TBS）
- 大奥（1968年、関西テレビ） - 江島 役
- 天と地と（1969年、NHK大河ドラマ） - 松江 役
- 黒部の太陽（1969年、日本テレビ）
- 絵島生島（1971年、テレビ東京） - 主演・絵島 役
- 愛と死の砂漠（1971年、関西テレビ）
- 女人平家（1971年－1972年、朝日放送） - 平時子 役
- 怪談 第10話「雪おんな」（1972年、MBS） - ゆき、雪女
- 巣立ち（1973年、日本テレビ）
- 日本の嫁シリーズ「嫁サこらんしょ」（1973年、朝日放送）
- 伝七捕物帳 第10話「心中、おたか観世音」（1973年、NTV）- おたか 役
- おからの華（1974年-1975年、読売テレビ）
- さよならの夏（1976年、読売テレビ）
- 赤い運命（1976年、TBS） - 山村美矢子 役
- 女の旅（1976年-1977年、フジテレビ）
- 悲しみは愛の笛（1978年、テレビ朝日）
- 青春の証明（1978年、毎日放送）
- 草野球・草家族（1980年、テレビ朝日）
- Wの悲劇（1983年、TBS） - 和辻淑枝 役
- 蒲田行進曲（1983年、TBS）
- 火曜サスペンス劇場「季節はずれのサンタクロース」（1985年、日本テレビ）
- 木曜ゴールデンドラマ「母という名の女」（1985年、読売テレビ）
- サギ娘（1985年、フジテレビ）
- 妻そして女シリーズ「妻の美徳」（1986年、毎日放送）
- 木曜ゴールデンドラマ「女はおんな」（1986年、読売テレビ）
- 宮尾登美子の松風の家（1988年、テレビ朝日）
- 娘と私のアホ旅行（1989年、TBS）
- ガラスの壁（1990年、フジテレビ）
- 悪魔の手毬唄（1990年、TBS） - 青池リカ 役
- 小樽運河（1991年、TBS）
- 徳川武芸帳 柳生三代の剣（1993年、テレビ東京） - 柳生宗矩の母 役
- 炎の消防隊（1996年、テレビ朝日）
- 結婚はいかが?（1996年、NHK）- 富久 役
- 徳川慶喜（1998年、NHK大河ドラマ） - 鷹司清子 役
- 鶴亀ワルツ（1998年、NHK-BS2）
- あすか（1999年-2000年、NHK連続テレビ小説） - 藤吉志乃 役（ナレーション兼任）
- 金曜エンタテイメント恐妻家探偵の事件帖（2000年10月、フジテレビ） - 朝倉弥生 役
- はぐれ刑事純情派・第14シリーズ 第24話「立待岬に消えた女！東京－函館－奥尻島、死んだ母は生きていた!?」（2001年9月26日） - 柿沼千鶴 役
- 火曜サスペンス劇場「窓辺の女」（2001年、日本テレビ） - 野崎道子 役
- 火曜サスペンス劇場「地方記者・立花陽介19 箱根小田原通信局」（2002年、日本テレビ） - 日比野静江 役
- 月曜ミステリー劇場「狼女の子守唄」（2002年、TBS）
- 名古屋仏壇物語（2002年、NHK） - 岩代雪江 役
- 女と愛とミステリー「みちのく蕎麦街道殺人事件!」（2003年、テレビ東京） - 夏樹千恵 役
- 水曜プレミア「大都会の女たち」（2004年、TBS）
- 月曜ミステリー劇場「浅見光彦シリーズ20 崇徳伝説殺人事件」（2005年、TBS）
- 赤い疑惑（2005年、TBS）
- 金曜プレステージ「お母さん ぼくが生まれてごめんなさい」（2007年7月、フジテレビ） - 向野三千代 役
- ゴンゾウ 伝説の刑事（2008年、テレビ朝日） - 佐久間絹江 役
- 肉体の門（2008年、テレビ朝日） - 語り手
- 京都地検の女 第6シリーズ（2010年、テレビ朝日） - 鶴丸圭子 役
- やすらぎの郷（2017年、テレビ朝日） - 及川しのぶ 役
- やすらぎの刻〜道（2019年、テレビ朝日） - 役所の女性 役

### 舞台（宝塚歌劇以外）
- 浪花の恋の物語（1963年）

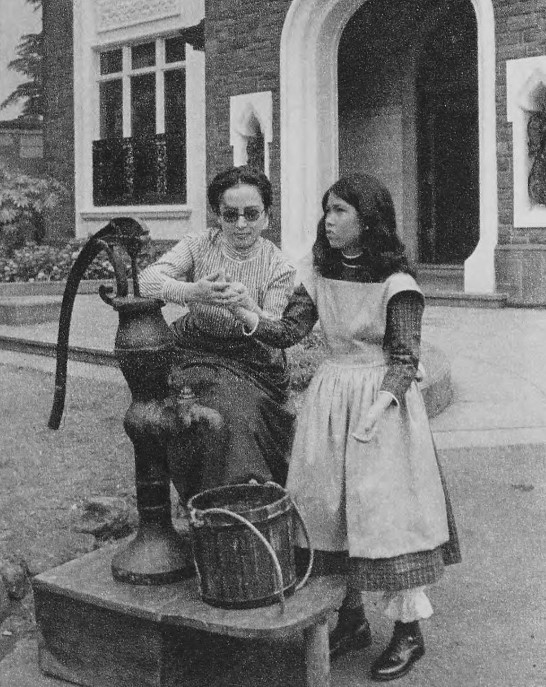
1964年8月29日から『奇跡の人』が有楽町の芸術座で上演された。公演に先立ち、有馬（アン・サリヴァン役）と湯浅恵子（ヘレン・ケラー役）は、ヘレン・ケラーの生家の面影があるとされる駐日タイ王国大使館でプロモーション用の撮影を行った。

- 奇跡の人（1964年、芸術座） - アン・サリヴァン役
- 風と共に去りぬ （1966年 - 1967年、帝国劇場こけら落し作品） - スカーレット・オハラ 役
- 浮かれ式部（1972年、帝国劇場）
- 双頭の鷲 L'Aigle à Deux Têtes （原作：ジャン・コクトー）（1979年3月、博品館劇場）
- 浮雲
- 天と地と
- 噂の二人
- 絵島生島
- 細川ガラシャ夫人
- THE LADY AND THE CLARINET 今夜あなたとクラリネット（1990年、博品館劇場）
- 放浪記（1996年、芸術座） - 日夏京子 役
- リチャード三世（1999年、彩の国シェイクスピア・シリーズ/演出：蜷川幸雄）
- 武蔵坊弁慶
- 花と竜
- 智恵子抄
- 真田太平記
- 織田信長
- 宮本武蔵
- 嘆きのテレーズ （原作：エミール・ゾラ）
- 鹿鳴館（原作：三島由紀夫）
- 遠山の金さん
- 三人姉妹 （原作：アントン・チェーホフ）
- 樅の木は残った
- わが愛
- 越前竹人形
- はなれ瞽女おりん（1980年 - 2003年）（2003年 - 2007年）代表作。上演回数684回。

### ラジオ
- 中村雅俊マイ・ホームページ（TBSラジオ）
- ラジオ深夜便「女優が語る私の戦後」（NHKラジオ第1、NHK-FM）

### テレビ番組
- 新日本紀行（NHK総合、1974年5月13日）
- いちばんきれいなとき（NHK-BS2） - 有馬を含む5人の女優たちのインタビュー番組
- 徹子の部屋 （テレビ朝日）
- 熱中世代 大人のランキング（BS朝日、2015年6月7日、14日）
- 松平健・高将の名言（BSジャパン、2016年8月6日）
- 日経スペシャル 私の履歴書（BSジャパン、2016年11月13日、20日）

他、多数

### CM
- オッペン化粧品

## 著書
- 『バラと痛恨の日々 有馬稲子自伝』（中央公論社、1995年／中公文庫、1998年） ISBN 4122030846
- 『のど元過ぎれば 私の履歴書 有馬稲子』（日本経済新聞出版社、2012年） ISBN 453216852X
- 『有馬稲子　わが愛と残酷の映画史』、聞き手樋口尚文（筑摩書房、2018年）

## 関連書籍
- 「有馬稲子「わが愛」」（講談社。吉岡範明著）
- 「別冊太陽 宝塚タカラジェンヌ一〇〇　宝塚歌劇団八〇周年記念」（監修・解説／宇佐見正。平凡社）
- 「君美わしく　戦後日本映画女優讃」（川本三郎著。文藝春秋。川本による有馬を含む女優達のインタビュー集）
- 「麗しの銀幕スタア」（小学館。秋山庄太郎著）
- 「いま、小津安二郎」（小学館。有馬のインタビュー掲載）
- 「小津安二郎新発見　松竹編」（講談社）　ISBN 4-06-206681-5
- 「「20世紀を輝いた美女たち」スター青春グラフィティ　池谷朗[昔]写真館」　ISBN 4-87709-374-5
- 「「銀幕の名花」 20世紀のビッグスタア3 平凡特別編集」 マガジンハウス　ISBN 4-8387-1210-3
- 「わたしの失敗」（2006年、産経新聞文化部編著）ISBN 4902970384
- 「女優が語る私の人生」（2012年、月刊ラジオ深夜便編集部、NHKサービスセンター発行）

## ディスコグラフィー

### LP
- 気にしないで: すきな歌だけに想いをこめて（キングレコード SKD-328/9, 1976）

### CD
- 気にしないで: すきな歌だけに想いをこめて（キングレコード KICS-903, 2001.11.07。上記の再発盤）

## 受賞・栄典
- 1964年 第2回ゴールデン・アロー賞特別賞
- アイルランド・コーク（Cork）国際映画祭主演女優賞
- 1965年 第11回ホワイトブロンズ賞主演女優賞
- 1980年 第15回紀伊國屋演劇賞
- 1983年 文化庁芸術祭賞優秀賞
- 1988年 芸術選奨文部大臣賞
- 1995年 紫綬褒章
- 1997年 第6回日本映画批評家大賞ゴールデン・グローリー賞
- 2003年
  - 第21回京都府文化賞功労賞
  - 勲四等宝冠章
- 2014年 第23回日本映画批評家大賞ダイヤモンド賞[26]